# Sveriges socialminister
Socialminister, formellt statsråd och chef för socialdepartementet, är titeln på det statsråd som är chef för Socialdepartementet i Sverige. Ämbetet inrättades 1 juli 1920, och dess första innehavare var Bernhard Eriksson. Gustav Möller har innehaft ämbetet längst tid, totalt i 19 år och 242 dagar. Nuvarande socialminister är sedan 18 oktober 2022 Jakob Forssmed.

## Lista över Sveriges socialministrar och chefer för Socialdepartementet
| Namn (Född–Död)          | Namn (Född–Död)                                                                                           | Bild | Ämbetsperiod      | Ämbetsperiod      | Ämbetsperiod        | Politisk tillhörighet     | Regering                    | Källor |
| Namn (Född–Död)          | Namn (Född–Död)                                                                                           | Bild | Tillträde         | Frånträde         | Varaktighet         | Politisk tillhörighet     | Regering                    | Källor |
| ------------------------ | --- | ---- | ----------------- | ----------------- | ------------------- | ------------------------- | --------------------------- | ------ |
|                          | Bernhard Eriksson (1878–1952)                                                                             |      | 1 juli 1920       | 27 oktober 1920   | 0 år och 118 dagar  | Socialdemokraterna        | Branting I S                |        |
|                          | Henning Elmquist (1871–1933)                                                                              |      | 27 oktober 1920   | 13 oktober 1921   | 0 år och 351 dagar  | Opolitisk                 | De Geer d.y.                |        |
| von Sydow                | Henning Elmquist (1871–1933)                                                                              |      | 27 oktober 1920   | 13 oktober 1921   | 0 år och 351 dagar  | Opolitisk                 |                             |        |
|                          | Herman Lindqvist (1863–1932)                                                                              |      | 13 oktober 1921   | 19 april 1923     | 1 år och 188 dagar  | Socialdemokraterna        | Branting II S               |        |
|                          | Gösta Malm (1873–1965)                                                                                    |      | 19 april 1923     | 18 oktober 1924   | 1 år och 188 dagar  | Opolitisk                 | Trygger N                   |        |
|                          | Gustav Möller (1884–1970)                                                                                 |      | 18 oktober 1924   | 7 juni 1926       | 1 år och 232 dagar  | Socialdemokraterna        | Branting III S              |        |
| Sandler S                | Gustav Möller (1884–1970)                                                                                 |      | 18 oktober 1924   | 7 juni 1926       | 1 år och 232 dagar  | Socialdemokraterna        |                             |        |
|                          | Jakob Pettersson (1866–1957)                                                                              |      | 7 juni 1926       | 2 oktober 1928    | 2 år och 117 dagar  | Oberoende liberal         | Ekman I FF – L              |        |
|                          | Sven Lübeck (1877–1941)                                                                                   |      | 2 oktober 1928    | 7 juni 1930       | 1 år och 248 dagar  | Allmänna valmansförbundet | Lindman II AvF              |        |
|                          | Sam Larsson (1883–1945)                                                                                   |      | 7 juni 1930       | 24 september 1932 | 2 år och 109 dagar  | Frisinnade folkpartiet    | Ekman II FF                 |        |
| Hamrin FF                | Sam Larsson (1883–1945)                                                                                   |      | 7 juni 1930       | 24 september 1932 | 2 år och 109 dagar  | Frisinnade folkpartiet    |                             |        |
|                          | Gustav Möller (1884–1970)                                                                                 |      | 24 september 1932 | 19 juni 1936      | 3 år och 269 dagar  | Socialdemokraterna        | Hansson I S                 |        |
|                          | Gerhard Strindlund (1890–1957)                                                                            |      | 19 juni 1936      | 28 september 1936 | 0 år och 101 dagar  | Bondeförbundet            | Pehrsson-Bramstorp BF       |        |
|                          | Gustav Möller (1884–1970)                                                                                 |      | 28 september 1936 | 16 december 1938  | 2 år och 79 dagar   | Socialdemokraterna        | Hansson II S – BF           |        |
|                          | Albert Forslund (1881–1957)                                                                               |      | 16 december 1938  | 13 december 1939  | 0 år och 362 dagar  | Socialdemokraterna        | Hansson II S – BF           |        |
|                          | Gustav Möller (1884–1970)                                                                                 |      | 13 december 1939  | 1 oktober 1951    | 11 år och 292 dagar | Socialdemokraterna        | Hansson III S – BF – H – FP |        |
| Hansson IV S             | Gustav Möller (1884–1970)                                                                                 |      | 13 december 1939  | 1 oktober 1951    | 11 år och 292 dagar | Socialdemokraterna        |                             |        |
| Erlander I S             | Gustav Möller (1884–1970)                                                                                 |      | 13 december 1939  | 1 oktober 1951    | 11 år och 292 dagar | Socialdemokraterna        |                             |        |
|                          | Gunnar Sträng (1906–1992)                                                                                 |      | 1 oktober 1951    | 12 september 1955 | 3 år och 346 dagar  | Socialdemokraterna        | Erlander II S – BF          |        |
|                          | John Ericsson (1907–1977)                                                                                 |      | 12 september 1955 | 22 mars 1957      | 1 år och 191 dagar  | Socialdemokraterna        | Erlander II S – BF          |        |
|                          | Torsten Nilsson (1905–1997)                                                                               |      | 22 mars 1957      | 19 september 1962 | 7 år och 181 dagar  | Socialdemokraterna        | Erlander II S – BF          |        |
| Erlander III S           | Torsten Nilsson (1905–1997)                                                                               |      | 22 mars 1957      | 19 september 1962 | 7 år och 181 dagar  | Socialdemokraterna        |                             |        |
|                          | Sven Aspling (1912–2000)                                                                                  |      | 19 september 1962 | 8 oktober 1976    | 14 år och 19 dagar  | Socialdemokraterna        |                             |        |
| Erlander III S Palme I S | Sven Aspling (1912–2000)                                                                                  |      | 19 september 1962 | 8 oktober 1976    | 14 år och 19 dagar  | Socialdemokraterna        |                             |        |
|                          | Rune Gustavsson (1920–2002)                                                                               |      | 8 oktober 1976    | 18 oktober 1978   | 2 år och 10 dagar   | Centerpartiet             | Fälldin I C – M – FP        |        |
|                          | Gabriel Romanus (1939–)                                                                                   |      | 18 oktober 1978   | 12 oktober 1979   | 0 år och 359 dagar  | Folkpartiet               | Ullsten FP                  |        |
|                          | Karin Söder (1928–2015)                                                                                   |      | 12 oktober 1979   | 8 oktober 1982    | 2 år och 361 dagar  | Centerpartiet             | Fälldin II C – M – FP       |        |
| Fälldin III C – FP       | Karin Söder (1928–2015)                                                                                   |      | 12 oktober 1979   | 8 oktober 1982    | 2 år och 361 dagar  | Centerpartiet             |                             |        |
|                          | Sten Andersson (1923–2006)                                                                                |      | 8 oktober 1982    | 16 oktober 1985   | 3 år och 8 dagar    | Socialdemokraterna        | Palme II S                  |        |
|                          | Gertrud Sigurdsen (1923–2015)                                                                             |      | 16 oktober 1985   | 29 januari 1989   | 3 år och 105 dagar  | Socialdemokraterna        | Palme II S Carlsson I S     |        |
|                          | Sven Hulterström (1938–)                                                                                  |      | 29 januari 1989   | 11 januari 1990   | 0 år och 347 dagar  | Socialdemokraterna        | Carlsson I S                |        |
|                          | Ingela Thalén (1943–)                                                                                     |      | 12 januari 1990   | 4 oktober 1991    | 1 år och 266 dagar  | Socialdemokraterna        | Carlsson I S Carlsson II S  |        |
|                          | Ingela Thalén (1943–)                                                                                     |      | 12 januari 1990   | 4 oktober 1991    | 1 år och 266 dagar  | Socialdemokraterna        | Carlsson I S Carlsson II S  |        |
|                          | Bengt Westerberg (1943–)                                                                                  |      | 4 oktober 1991    | 7 oktober 1994    | 3 år och 3 dagar    | Folkpartiet               | Carl Bildt M – C – FP – KD  |        |
|                          | Ingela Thalén (1943–)                                                                                     |      | 7 oktober 1994    | 22 mars 1996      | 1 år och 167 dagar  | Socialdemokraterna        | Carlsson III S              |        |
|                          | Margot Wallström (1954–)                                                                                  |      | 22 mars 1996      | 7 oktober 1998    | 2 år och 199 dagar  | Socialdemokraterna        | Persson S                   |        |
|                          | Anders Sundström (1952–)                                                                                  |      | 7 oktober 1998    | 26 oktober 1998   | 0 år och 19 dagar   | Socialdemokraterna        | Persson S                   |        |
|                          | Maj-Inger Klingvall (1946–)                                                                               |      | 26 oktober 1998   | 16 november 1998  | 0 år och 21 dagar   | Socialdemokraterna        | Persson S                   |        |
|                          | Lars Engqvist (1945–)                                                                                     |      | 16 november 1998  | 1 oktober 2004    | 5 år och 320 dagar  | Socialdemokraterna        | Persson S                   |        |
|                          | Berit Andnor (1954–)                                                                                      |      | 1 oktober 2004    | 6 oktober 2006    | 2 år och 5 dagar    | Socialdemokraterna        | Persson S                   |        |
|                          | Göran Hägglund (1959–)                                                                                    |      | 6 oktober 2006    | 3 oktober 2014    | 7 år och 362 dagar  | Kristdemokraterna         | Reinfeldt M – C – FP – KD   |        |
|                          | Annika Strandhäll (1975–) Titulerad socialförsäkringsminister till 27 juli 2017, därefter socialminister. |      | 3 oktober 2014    | 21 januari 2019   | 4 år och 110 dagar  | Socialdemokraterna        | Löfven I S – MP             |        |
|                          | Lena Hallengren (1973–)                                                                                   |      | 21 januari 2019   | 6 oktober 2022    | 3 år och 258 dagar  | Socialdemokraterna        | Löfven II S – MP            |        |
| Löfven III S – MP        | Lena Hallengren (1973–)                                                                                   |      | 21 januari 2019   | 6 oktober 2022    | 3 år och 258 dagar  | Socialdemokraterna        |                             |        |
| Andersson S              | Lena Hallengren (1973–)                                                                                   |      | 21 januari 2019   | 6 oktober 2022    | 3 år och 258 dagar  | Socialdemokraterna        |                             |        |
|                          | Ardalan Shekarabi (1978–)                                                                                 |      | 6 oktober 2022    | 18 oktober 2022   | 0 år och 12 dagar   | Socialdemokraterna        | Andersson S                 |        |
|                          | Jakob Forssmed (1974–)                                                                                    |      | 18 oktober 2022   |                   | 2 år och 169 dagar  | Kristdemokraterna         | Kristersson M – KD – L      |        |

## Övriga statsråd på Socialdepartementet
Utöver departementschefen har flera ytterligare statsråd förts till Socialdepartementet.
När den nya regeringsformen trädde i kraft 1974 försvann officiellt de så kallade konsultativa statsråden och ersattes av benämningen statsråd. Statsråd inom Socialdepartementet utöver socialministern kallas ibland ”biträdande socialminister”. Antalet biträdande socialministrar har varierat från ett till tre.
Bakom titeln biträdande socialminister döljer sig flera varianter av ministertitlar, såsom barn- och äldreminister, familjeminister, folkhälsominister, hälsovårdsminister, socialförsäkringsminister, sjukvårdsminister, vård- och äldreomsorgsminister och så vidare. Gemensamt för de flesta är att de inte täcker in hela statsrådets verksamhetsområde utan bara en del, oftast det dominerande ansvarsfältet. Exempelvis hade barn- och familjeminister Berit Andnor inte bara ansvar för barn- och familjepolitiken, som titeln antydde, utan också för det nordiska samarbetet.
Den förste som utnämndes till biträdande socialminister var moderaten Ingegerd Troedsson som 1976 blev sjukvårdsminister i Thorbjörn Fälldins första regering. Dessförinnan hade Camilla Odhnoff varit statsråd med ansvar för bland annat barn- och familjepolitiken. Även Ulla Lindström handlade ärenden som löd under Socialdepartementet. Tage Erlander och Eije Mossberg ansvarade båda för ärenden inom Socialdepartementet som 1947 flyttades över till det nyinrättade Inrikesdepartementet.
- 1944–1945 Tage Erlander (1901-85), socialdemokrat (arbetsmarknads, polis och civilförsvarsminister)
- 1945–1947 Eije Mossberg (1908-97), socialdemokrat (arbetsmarknads, polis och civilförsvarsminister)
- 1954-1966 Ulla Lindström (1909-99), socialdemokrat (familjeminister)
- 1967–1973 Camilla Odhnoff (1928–2013), socialdemokrat (familje- och ungdomsminister)
- 1976–1978 Ingegerd Troedsson (1929–2012), moderat (sjukvårdsminister)
- 1978–1979 Hedda Lindahl (1919–2007), folkpartist (sjukvårdsminister)
- 1979–1981 Elisabeth Holm (1917–1997), moderat (sjukvårdsminister)
- 1981–1982 Karin Ahrland (1931-2019), folkpartist (sjukvårdsminister)
- 1982–1985 Gertrud Sigurdsen (1923–2015), socialdemokrat (hälsovårdsminister)
- 1985–1991 Bengt Lindqvist (1936–2016), socialdemokrat (familje- och handikappminister)
- 1991–1994 Bo Könberg (f. 1945), folkpartist (sjukvårds- och socialförsäkringsminister)
- 1994–1996 Anna Hedborg (f. 1944), socialdemokrat (sjukförsäkringsminister)
- 1996–1999 Maj-Inger Klingvall (f. 1946), socialdemokrat (sjukförsäkringsminister)
- 1999–2002 Ingela Thalén (f. 1943), socialdemokrat (sjukförsäkringsminister)
- 2002–2004 Berit Andnor (f. 1954), socialdemokrat (barn- och familjeminister)
- 2002–2006 Morgan Johansson (f. 1970), socialdemokrat (folkhälsominister)
- 2004–2006 Ylva Johansson (f. 1964), socialdemokrat (vård- och äldreomsorgsminister)
- 2006–2010 Cristina Husmark Pehrsson (f. 1947), moderat (socialförsäkringsminister)
- 2006–2014 Maria Larsson (f. 1956), kristdemokrat (2006–2010 äldre- och folkhälsominister, från 2010 barn- och äldreminister)
- 2010–2014 Stefan Attefall (f. 1960), kristdemokrat (civil- och bostadsminister)
- 2010–2014 Ulf Kristersson (f. 1963), moderat (socialförsäkringsminister)
- 2014–2017 Gabriel Wikström (f. 1985), socialdemokrat (folkhälso-, sjukvårds- och idrottsminister)
- 2014–2018 Åsa Regnér (f. 1964), socialdemokrat (barn-, äldre- och jämställdhetsminister)
- 2018–2019 Lena Hallengren (f. 1973), socialdemokrat (barn-, äldre- och jämställdhetsminister)
- 2019–2019 Annika Strandhäll (f. 1975), socialdemokrat (socialförsäkringsminister)
- 2019–2022 Ardalan Shekarabi (f. 1978), socialdemokrat (social- och socialförsäkringsminister)
- 2022– Acko Ankarberg Johansson (f. 1964), kristdemokrat (sjukvårdsminister)
- 2022– Anna Tenje (f. 1977), moderat (äldre- och socialförsäkringsminister)
- 2022– Camilla Waltersson Grönvall (f. 1969), moderat (socialtjänstminister)